# Askums församling
Askums församling var en församling i Göteborgs stift. Församlingen uppgick 2010 i Södra Sotenäs församling.

## Administrativ historik
Församlingen har medeltida ursprung. Den 20 februari 1772 utbröts Kungshamns församling och 1909 Malmöns församling. 
Församlingen var till 1 maj 1917 annexförsamling i pastoratet Tossene, Askum och Bärfendal som från 1772 även omfattade Kungshamns församling och från 1909 Hunnebostrands och Malmöns församlingar. Från 1 maj 1917 till 2010 var församlingen annexförsamling i pastoratet Kungshamn, Askum och Malmön som från 1924 även omfattade Smögens församling. Församlingen uppgick 2010 i Södra Sotenäs församling.
Vid en brand i Tossene prästgård 1898 förstördes pastoratets arkiv och därmed kyrkböcker för släktforskning.

## Kyrkobyggnader
- Askums kyrka

### Fotnoter
1. ↑  Nationell Arkivdatabas Referenskod: SE/142703000, läst: 17 juni 2018.[källa från Wikidata]
2. ↑  ”Förteckning (Sveriges församlingar genom tiderna)”. Skatteverket. 1989. http://www.skatteverket.se/privat/folkbokforing/omfolkbokforing/folkbokforingigaridag/sverigesforsamlingargenomtiderna/forteckning.4.18e1b10334ebe8bc80003999.html. Läst 17 december 2013.
3. ↑  ”Församlingar”. Statistiska centralbyrån. https://www.scb.se/hitta-statistik/regional-statistik-och-kartor/regionala-indelningar/forsamlingar/. Läst 30 december 2022.